# لاکراس روی چمن

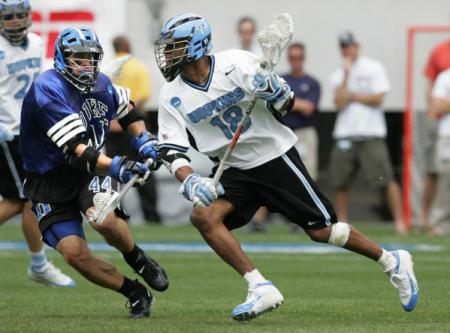
یک بازی لاکراس روی چمن

لاکراس روی چمن (به انگلیسی: Field lacrosse)ورزشی از دسته ورزش‌های لاکراس است که در بیرون از سالن (روی چمن) برگزار می‌شود. این ورزش ورزشی مردانه به حساب می‌آید. هر تیم دارای ۱۰ بازیکن است. قوانین و پیدایش این ورزش مربوط به بومیان آمریکا است اما قوانین مدرن آن توسط جورج ویلیامز بیرز در سال ۱۸۶۷ در کانادا ابداع شد. قوانین لاکراس روی چمن با انواع دیگر لاکراس یعنی لاکراس زنان و باکس لاکراس تفاوت‌های جزئی و اندکی دارد.